# Rhodoniet
Het mineraal rhodoniet is een mangaan-ijzer-magnesium-calcium-silicaat met de chemische formule (Mn2+,Fe2+,Mg,Ca)SiO3. Het mineraal behoort tot de inosilicaten.
De naam van het mineraal rhodoniet is afgeleid van het Griekse rhodon, dat "roze" betekent. Het heeft een rode grondkleur met daarin zwarte dendrietachtige insluitsels van mangaan(IV)oxide. Doorzichtige variëteiten zijn zeer zeldzaam.

## Eigenschappen
Het doorzichtig tot doorschijnend gele, roze, bruine, zwarte, of rozenrode rhodoniet heeft een glasglans, een witte streepkleur en de splijting van het mineraal is perfect volgens het kristalvlak [110]. Het kristalstelsel is triklien. Rhodoniet heeft een gemiddelde dichtheid van 3,6, de hardheid is 6 en het mineraal is niet radioactief.

## Geschiedenis
Van oudsher schrijft men rhodoniet magische krachten toe. Men maakte er siervoorwerpen, vazen en sarcofagen van. In de 16de eeuw werd rhodoniet beschouwd als steen van geluk en vrolijkheid, hij vrolijkte het hart op, versterkte het gemoed, verstevigde het eergevoel en verbeterde het geheugen.

## Voorkomen
Het mineraal rhodoniet wordt gevormd in hydrothermale, metamorfe en metasomatische gesteenten. De typelocatie van rhodoniet is gelegen nabij het Lauthental en Elbingerrode in Duitsland.

## Toepassingen
Rhodoniet komt voor in Alaska, in Canada, Brazilië (Ouro Preto en Minas Gerais) en Mexico. Zeer fraaie kristallen zijn afkomstig uit Peru (Huanzala). In Australië worden bij Broken Hill doorzichtige, tot 10 cm grote kristallen gevonden die de grondstof vormen voor gefacetteerde stenen en die slechts een enkele karaat wegen. Andere voorkomens zijn in Japan (Honshu), Indonesië en India. Tanzania (Mwembe), Madagaskar, Zuid-Afrika en Algerije leveren fraaie rode kristallen. Zeer belangrijke afzettingen in Rusland worden al sinds de 18de eeuw ontgonnen. Bekend zijn de afzettingen in de Oeral, waar rhodoniet-kristallen voorkomen van 40 ton. In Kazachstan, Oezbekistan en Oekraïne zijn er kleinere vindplaatsen. In zeer kleine aantallen komen rhodonietedelstenen ook nog voor in Zweden (Pajsberg en Langban), Spanje, in enige mate in Slowakije, Tsjechië, Duitsland, Italië, Roemenië en Frankrijk. Siervoorwerpen van rhodoniet vormen tegenwoordig de trots van talrijke musea en schatkamers.
De Hermitage in Sint-Petersburg bezit een reusachtige rhodonietschaal van 88 cm hoogte en 185 cm breedte gevonden in 1867. In 1905 werd voor de echtgenote van de Russische tsaar Alexander II een 7 ton zware sarcofaag vervaardigd. Uit deze tijd stammen ook schitterende kandelaars, vazen, lampen, presse-papiers, schalen, bokalen, bekers en dergelijke. Het station Majakovski van de metro in Moskou en de congreszaal in het Kremlin werden ook versierd met rhodoniet. Rhodonieten die geschikt zijn voor facetten zijn echter zeer zeldzaam en hun gewicht bedraagt zelden meer dan 2-3 karaat. Ze worden ook toegepast als cabochons.